# Janusz Konieczny (senator)
Janusz Kazimierz Konieczny (ur. 6 marca 1942 w Posadzie Jaćmierskiej) – polski polityk, nauczyciel, senator V kadencji.

## Życiorys
W 1960 ukończył Liceum Ogólnokształcące Męskie w Sanoku. Podjął pracę w zawodzie nauczyciela w 1960 w powiecie Lubań Śląski (byłe województwo wrocławskie). W latach 1975–1982 był naczelnikiem miasta i gminy Rymanów. W 1977 ukończył studia na Wydziale Filozoficzno-Historycznym Wyższej Szkoły Pedagogicznej w Krakowie. W 1982 przeszedł do pracy w Urzędzie Wojewódzkim w Krośnie, gdzie pełnił funkcję dyrektora Wydziału Kultury i Sztuki; rok później powrócił do pracy w szkolnictwie, był m.in. dyrektorem zespołu szkół ogólnokształcących i dyrektorem liceum ogólnokształcącego w Rymanowie. W 1991 przeszedł na emeryturę.
Działacz Związku Ochotniczych Straży Pożarnych RP, był m.in. prezesem zarządu wojewódzkiego tej organizacji w Krośnie, prezesem zarządu wojewódzkiego województwa podkarpackiego, członkiem i wiceprezesem zarządu głównego. W latach 1998–2001 pełnił mandat radnego sejmiku podkarpackiego.
We wrześniu 2001 został z ramienia Sojuszu Lewicy Demokratycznej senatorem z okręgu krośnieńskiego. Zasiadał w Komisji Nauki, Edukacji i Sportu oraz Komisji Obrony Narodowej i Bezpieczeństwa Publicznego. Bez powodzenia kandydował w 2005 i 2007 ponownie do Senatu oraz w 2014 do Parlamentu Europejskiego. W 2006 i w 2010 ponownie wybierany do sejmiku podkarpackiego, w 2014 nie uzyskał reelekcji.
Żonaty (żona Krystyna, magister chemii), ma syna Piotra.
W 2000 otrzymał Krzyż Oficerski Orderu Odrodzenia Polski. W 2010 odznaczony Złotą Odznaką „Zasłużony dla Ochrony Przeciwpożarowej”.